# Gschwendt (Benediktbeuern)
Gschwendt ist ein Gemeindeteil von Benediktbeuern im oberbayerischen Landkreis Bad Tölz-Wolfratshausen. Das Dorf liegt circa einen Kilometer südöstlich von Benediktbeuern.

## Baudenkmäler
Siehe: Liste der Baudenkmäler in Benediktbeuern